# 1360
Évszázadok: 13. század – 14. század – 15. század
Évtizedek: 1310-es évek – 1320-as évek – 1330-as évek – 1340-es évek – 1350-es évek – 1360-as évek – 1370-es évek – 1380-as évek – 1390-es évek – 1400-as évek – 1410-es évek
Évek: 1355 – 1356 – 1357 – 1358 –  1359 – 1360 – 1361 – 1362 – 1363 – 1364 – 1365

## Események

### Határozott dátumú események
- január 18. – Guido Gonzaga lesz Mantova ura.[1]
- április 23. – Péter boszniai püspök inkvizítori jogot kap VI. Ince pápától.[2]
- május 9. – A brétigny-i béke Anglia és Franciaország között.[3] (III. Eduárd angol király lemond a francia koronáról, de bizonyos francia területeket megtarthat és 3 millió arany kárpótlást kap. Ez a szerződés a mindkét uralkodó által jóváhagyott 1360. októberi calais-i békében nyerte el végső formáját.)[4]

### Határozatlan dátumú események
- Drinápoly lesz az oszmán szultánok fővárosa.
- IV. Valdemár dán király visszafoglalja Schonen tartományt.
- I. Lajos magyar király itáliai politikája miatt kiéleződik a viszony IV. Károly német-római császárral.

## Születések
- Jan Žižka (Zsizska János) huszita hadvezér († 1424)
- I. (Emberséges) Márton aragóniai király († 1410)
- VII. Amadé savoyai gróf († 1391)
- Nuno Alvares Pereira portugál tábornok
- Huj-ti kínai császár, a Ming-dinasztia második uralkodója

## Halálozások
- január 18. – I. Luigi Gonzaga, Mantova ura (* 1278)
- Thomas Holland, Kent első lordja (* 1314 k.)